# Kanał nadgarstka

Przekrój poprzeczny przez nadgarstek; powierzchnia dłoniowa u góry

Kanał nadgarstka (łac. canalis carpi) – kostno-włóknisty kanał utworzony przez kości nadgarstka i część dalszą troczka zginaczy.

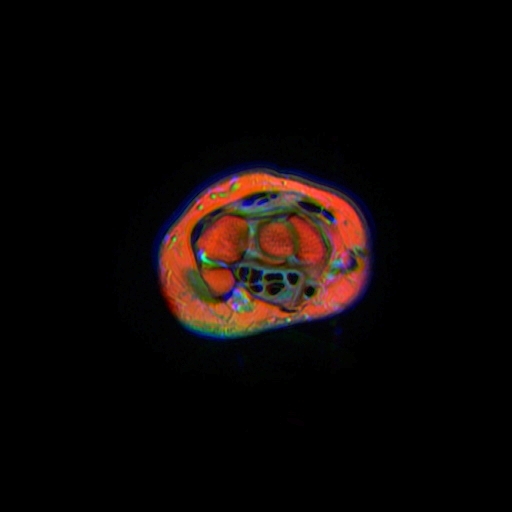
Kanał nadgarstka widziany w rezonansie magnetycznym

Zawiera nerw pośrodkowy i dwie pochewki maziowe: leżącą bardziej bocznie pochewkę promieniową ścięgna mięśnia zginacza kciuka długiego i przyśrodkowo łokciową dla 8 ścięgien mięśni zginaczy palców (zginaczy powierzchownych i zginaczy głębokich).
Jego ograniczeniami są:
- promieniowo – wyniosłość promieniowa nadgarstka (łac. eminentia carpi radialis) utworzona przez guzek kości łódeczkowatej  i guzek kości czworobocznej większej,
- łokciowo – wyniosłość łokciowa nadgarstka (łac. eminentia carpi ulnaris) na którą składa się haczyk kości haczykowatej i kość grochowata,
- od strony grzbietowej – kości nadgarstka leżące między wyniosłościami i ich więzadła[3],
- od strony dłoniowej – troczek zginaczy nadgarstka[4].